# Via diamant

El model diamant entre els diferents models d'accés obert

La via diamant, en accés obert, és aquella via d'accés a la literatura científica (com monografies, col·leccions editades i articles de revista) sense càrrecs per a ni el lector ni l'autor. Per tant, proporciona accés obert, lliure i gratuït, als articles, i possibilitat de reutilització, a través de llicències Creative Commons, per exemple. La 'via diamant' intenta solucionar els inconvenients d'altres rutes d'accés, de manera que disposa de la capacitat de revisió per parells de les revistes de la 'via daurada', i també soluciona l'altre inconvenient de la 'via verda', que és que la institució ha de pagar per les tasques de revisió i gestió, ja que a la 'via diamant' aquesta tasca es realitza per voluntaris que treballen pel progrés de la ciència, el seu reconeixement acadèmic i social.
Plantilla:Descripció curta
Altres termes que s'utilitzen són accés obert platí, accés obert no comercial, accés obert cooperatiu, o més recentment, open access commons. Tot i que aquests termes es van encunyar durant les dècades de 2000 i 2010, s'han aplicat retroactivament a diverses estructures i formes de publicació que ja existien, com ara editorials universitàries subvencionades i cooperatives gestionades per voluntaris.
El 2021, es calcula que entre 17.000 i 29.000 revistes científiques utilitzen el model d'accés obert diamant. Representen el 73% de les revistes registrades al Directori de Revistes d'Accés Obert (DOAJ) i el 44% dels articles, ja que la seva producció mitjana és menor que la de les revistes comercials. El model diamant ha tingut especial èxit a les revistes de l'Amèrica Llatina (95% de les revistes d'accés obert), gràcies a la creació de grans plataformes de suport públic, com SciELO i Redalyc. Tanmateix, les revistes diamant estan infrarepresentades en les principals bases de dades acadèmiques, com Web of Science i Scopus. També és destacable que els països d'ingressos alts "tenen la quota més alta d'autoria en tots els dominis i tipus de revistes, excepte en les revistes diamant en ciències socials i humanitats".
El 2022, noves polítiques nacionals i internacionals, com la recomanació de la UNESCO sobre ciència oberta, i el Pla d'Acció per a l'Accés Obert Diamant promogut per la cOAlition S, pretenen donar suport al desenvolupament de formes no comercials o impulsades per la comunitat en la publicació d'accés obert.

## Context i definició

### Arrels històriques dels models diamant: clubs de coneixement i comuns

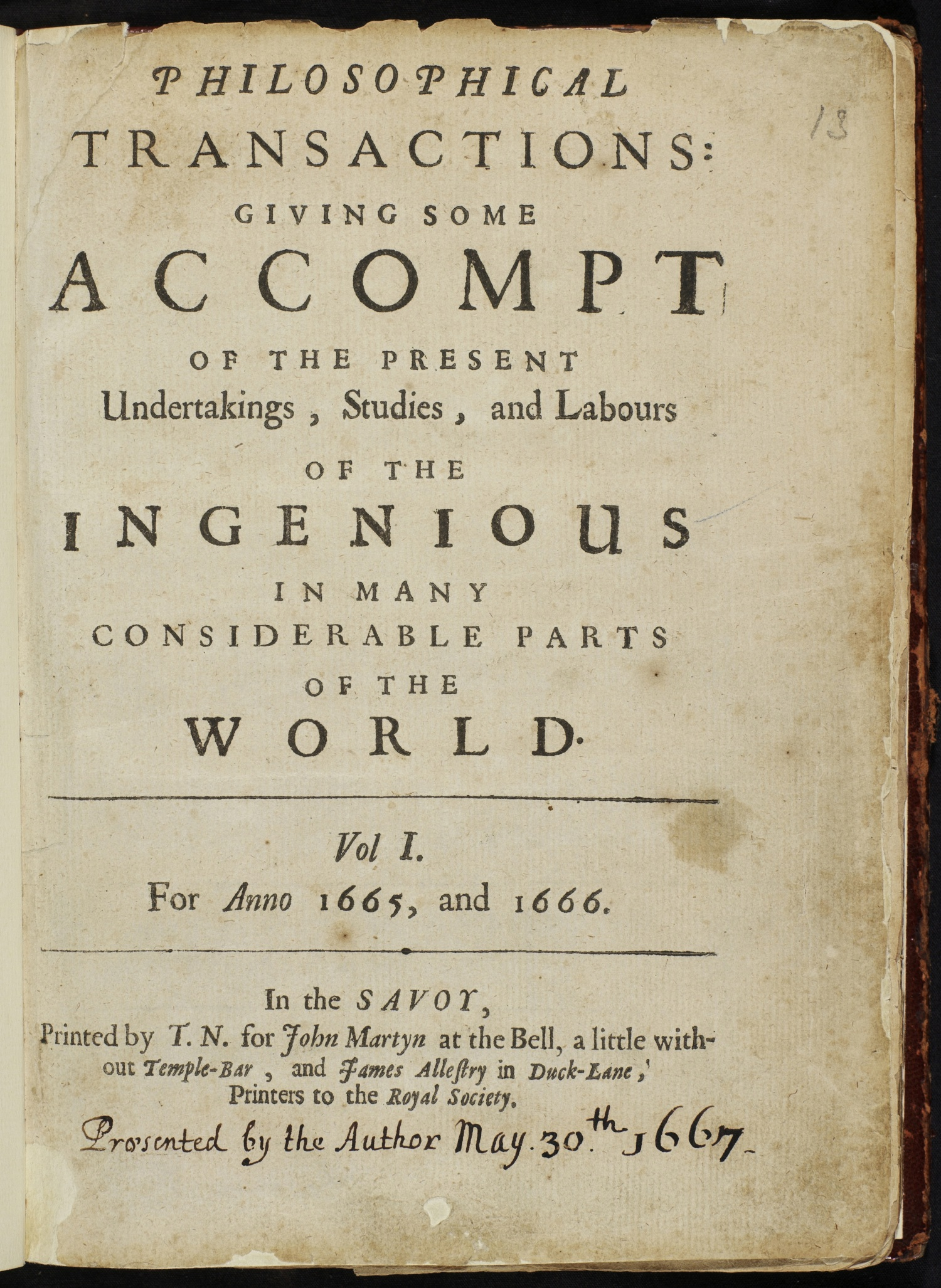
Un primer exemple de revista gestionada per la comunitat, The Philosophical Transactions of the Royal Society

Fins a la Segona Guerra Mundial, la publicació acadèmica es caracteritzava per una àmplia gamma d'estructures acadèmiques impulsades per la comunitat, amb poca preocupació per la rendibilitat. La majoria de les revistes del segle XIX i la primera part del segle XX eren iniciatives col·lectives liderades per un moviment científic o una institució que es basaven en normes informals de la comunitat en lloc de regulacions comercials. Aquestes pràctiques històriques s'han descrit com una forma de coneixement comú, o, més específicament, com un club de coneixement que ocupa una posició intermediària entre el coneixement comú i una empresa privada: tot i ser gestionades per una comunitat, les revistes s'utilitzen principalment en benefici d'un conjunt seleccionat d'autors i lectors.
A Europa occidental i Amèrica del Nord, la propietat directa de les revistes per part de les comunitats i institucions acadèmiques va començar a disminuir a partir de la dècada de 1950. L'expansió de la publicació científica en el context de la gran ciència va provocar una percepció de "crisi" del model històric de les revistes científiques. Entre 1950 i 1980, el nou model de grans editorials comercials va arribar a dominar nombrosos camps de la publicació científica als països occidentals:
| « | Les petites editorials de societats, que lluitaven per fer front a l'augment d'escala, van ser recolzades i després substituïdes en gran mesura per les 'Big 5' editorials comercials: Elsevier (que va adquirir Pergamon el 1991), Wiley, Springer, Taylor & Francis i Sage. Aquests nous actors van portar un enfocament industrial al procés de publicació i disseminació, realitzant per primera vegada els beneficis que aquests capitals i habilitats especialitzats podien proporcionar operant a una escala sense precedents fins a aquella data. | » |

Aquesta transformació va tenir conseqüències de gran abast en la gestió de les revistes científiques, tant en l'àmbit econòmic com editorial, amb una major estandardització de les normes de publicació, del procés de revisió per parells i dels drets d'autor. Tot i així, no va ser ni global ni general, i les formes comunals de propietat i gestió de revistes van continuar sent significatives en grans àrees geogràfiques (com Amèrica Llatina) i en diverses disciplines, especialment en humanitats i ciències socials.

### Desenvolupament de l'accés obert de base (1990–2010)
El moviment d'accés obert va sorgir tant com a conseqüència de l'accés sense precedents facilitat per la publicació en línia com com a reacció contra el model de les grans corporacions que va dominar la publicació científica des de la Segona Guerra Mundial i la hiperinflació dels preus de les subscripcions. Els primers pioners de la publicació electrònica d'accés obert van ser iniciatives no comercials i impulsades per la comunitat que van construir-se a partir d'una tendència d'innovació en publicacions de base en ciències socials i humanitats.
El terme "accés obert diamant" va ser encunyat més tard, el 2012, per Marie Farge, una matemàtica i física francesa i activista de l'accés obert. Farge va participar en la campanya Cost of Knowledge liderada per Timothy Gowers contra el cost excessiu de la publicació científica. La referència a "diamant" era una broma hiperbòlica sobre la metàfora d'"or" que suggeria que el model no comercial/gratuït era, en última instància, el millor: "He proposat anomenar a aquesta tercera via 'Accés Obert Diamant' com una superació terminològica de l'or a l'accés obert triat pels editors..